# Antrosano
Antrosano è una frazione abruzzese di circa 1.000 abitanti del comune italiano di Avezzano, in provincia dell'Aquila.

## Geografia fisica

### Territorio
Il borgo montano, situato a circa 4,5 chilometri a nord di Avezzano, sorge a 780 m s.l.m. sul declivio meridionale del colle di Albe che domina il sito archeologico di Alba Fucens. Confina a nord con Albe, ad ovest con Cappelle dei Marsi e a sud est con San Pelino. Anche Antrosano, come gran parte dei centri della Marsica, è costituito da una parte antica posta in altura e caratterizzata dalla presenza della chiesa di Santa Croce e da quella moderna situata più a valle e non distante dal tracciato dell'autostrada A25. A nord il paese è dominato dalle vette del monte Velino.

## Origini del nome
Sull'origine del nome di Antrosano sono state formulate diverse ipotesi:
- Secondo lo storico Muzio Febonio, autore dell'opera Historiae Marsorum, il toponimo deriverebbe dall'antro nel quale si provvedeva alla salute degli infermi[3][4].
- Altra ipotesi sarebbe legata al termine latino "drausia" (pozzanghera), da cui il termine dialettale "ndruscià" (guazzare) che porterebbe a "Ndrusciano", nome in dialetto marsicano del borgo[5].

## Storia

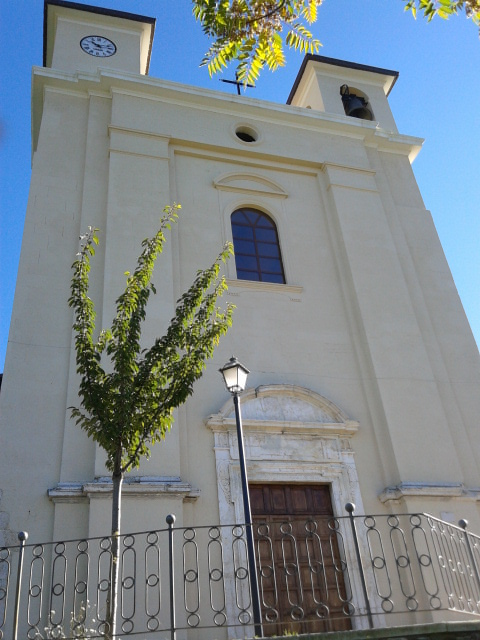
Facciata della chiesa di Santa Croce

Diversi storici sostennero che Antrosano appartenne al popolo marso degli "anxantini" e non a quello albense posto in territorio equo, come la vicinanza dei due luoghi poteva far supporre. Lo storico Tommaso Brogi ritenne che la città di Anxa (o Anxantium) potesse addirittura essere identificata con Antrosano, sia per l'assonanza con il nome, sia per alcuni rinvenimenti archeologici riferiti a un'iscrizione tornata alla luce nel corso del XVII secolo. Mentre il viaggiatore e ricercatore inglese Henry Colt Hoare riferisce di un'altra iscrizione rinvenuta nel XVIII secolo, dalla quale si può dedurre solo l'appartenenza a tale popolo. Studi, ricerche e rinvenimenti di altre iscrizioni hanno consentito a studiosi come Durante (1978) e successivamente a Cesare Letta e Aldo Luigi Prosdocimi di localizzare Anxa nell'area di Lucus Angitiae. Altri storici e studiosi invece collocano Antrosano nel territorio di influenza equa e non marsa.
Di certo la nascita del borgo di Antrosano è legata alla vicinanza con la città militare di Alba Fucens che arrivò a contare circa 40.000 abitanti, registrando alcuni problemi legati al sovraffollamento. Per questo motivo molti abitanti della colonia romana scelsero di vivere nelle zone limitrofe dove c'era disponibilità di spazi fruibili. Il luogo dove è sorto il nucleo originario di Antrosano, prossimo alla via Valeria, presentava alcune caratteristiche che non sono più mutate: offriva riparo dai venti del nord provenienti dal monte Velino, era soleggiata ed offriva una buona panoramica sul lago Fucino. Il borgo s'ingrandì, in particolare dal 41 al 52 d.C., grazie ai numerosi artigiani che giunsero in Marsica per realizzare i cunicoli di Claudio e altre opere finalizzate al prosciugamento del bacino lacustre voluto dall'imperatore Claudio.
Nel medioevo il borgo appartenne alla contea di Albe e al ducato di Tagliacozzo. Le sue chiese, nel XII secolo, vennero elencate nella bolla che Papa Clemente III indirizzò al vescovo dei Marsi, Eliano: Santa Croce e San Pancrazio (Sanctae Crucis, Sancti Pancratii - in Alafrano), una di queste era originariamente intitolata a san Satiro, patrono del paese. Esistevano ad Antrosano anche le chiese di Sant'Angelo dei Cassinesi, di San Leonardo e di San Silvestro, in località Melazzano.
Nel XIII secolo con la distruzione da parte di Carlo I d'Angiò di Albe, dopo l'esito a lui favorevole della battaglia di Tagliacozzo, gli abitanti del borgo medievale ingrandirono il nucleo urbano di Antrosano scegliendolo inizialmente come rifugio.
Nel XVI secolo e per tutto il secolo successivo il borgo fu interessato da un'aspra contesa con la limitrofa Cappelle dei Marsi per il possesso di terreni e boschi e per il diritto di pascolo nella Selva di Agnano, la contemporanea località di Fagnano, situata tra Antrosano e la collina di San Nicola di Albe.
Il borgo divenne "communitas", ovvero universitas, tra il XV e il XVI secolo e tale rimase fino al 1811 in seguito all'eversione feudale. Nell'Ottocento passò sotto il comune di Massa d'Albe, per essere annessa al comune di Avezzano nel 1959 in seguito a una sottoscrizione popolare. Il borgo fu pesantemente danneggiato dal terremoto della Marsica del 1915; furono una sessantina le vittime del sisma con una perdita di popolazione tra il 10 e il 5% degli abitanti residenti. Dopo la metà del XX secolo il paese si è trasformato da centro prettamente agricolo a zona residenziale.

## Monumenti e luoghi d'interesse

### Architetture religiose

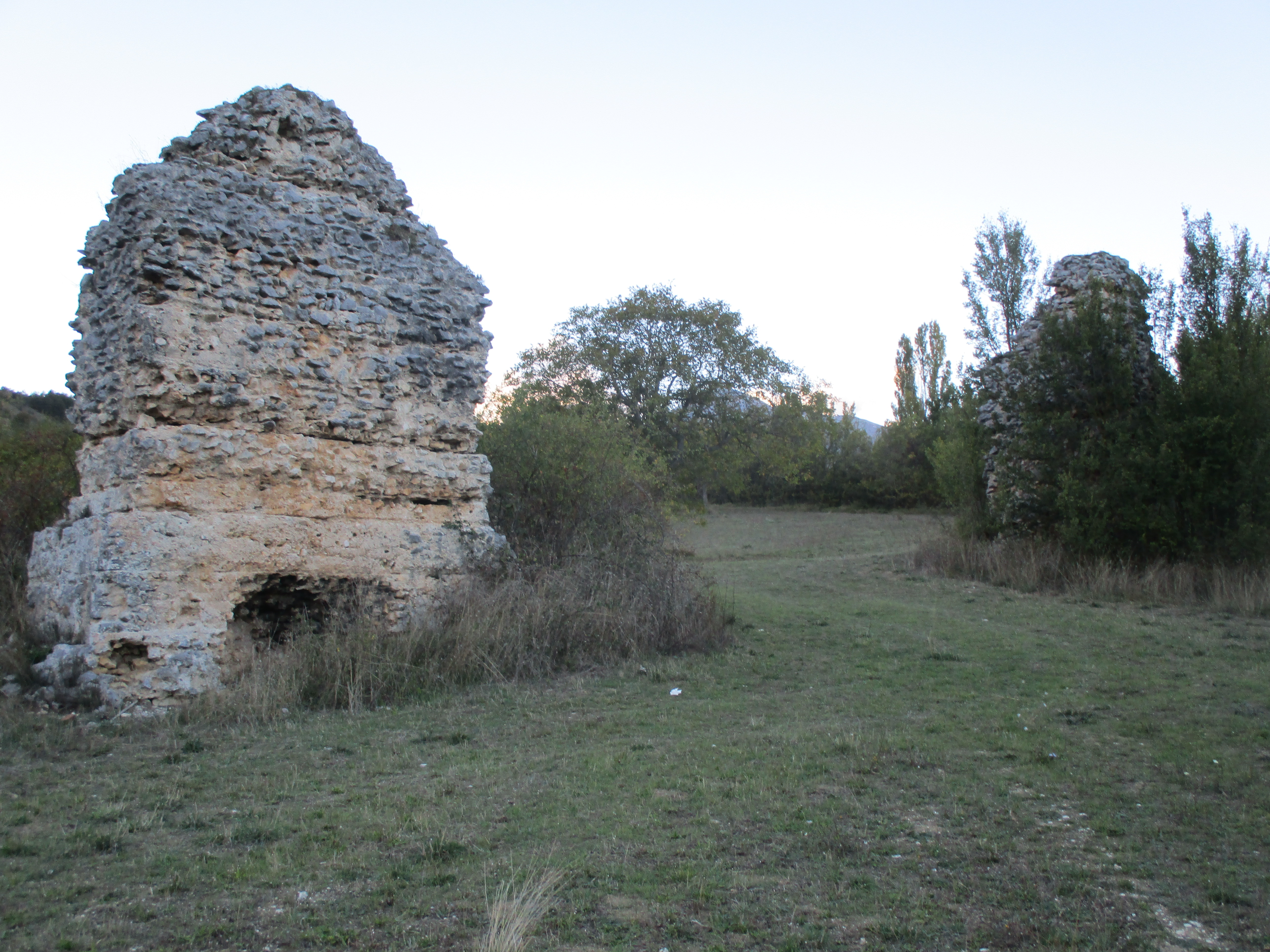
Monumenti funerari di valle Solegara

Chiesa di Santa CroceLuogo di culto risalente al 1788 a navata unica ed abside semicircolare. La facciata è sormontata da due torrette laterali, una presenta l'orologio, l'altra funge da torre campanaria. A causa dei danni subiti dal terremoto del 1915 è stata chiusa al culto per 17 anni e riaperta ai fedeli il 23 dicembre 1932. All'interno sono conservate alcune reliquie e le statue di santa Lucia, dell'Immacolata (XVIII secolo) e del Bambinello in fasce (XX secolo).
- Chiesa dell'Immacolata Concezione, edificio moderno, collocato in piazza Arcobaleno, aperto al culto nel 1990[18].

### Siti archeologici
Monumenti funerari di valle SolegaraLe tombe monumentali di epoca imperiale sono situate tra il colle Pettorino, a sud di Alba Fucens, e il territorio di Antrosano, lateralmente all'originario tracciato della via Valeria; nella stessa area sono tornati alla luce alcuni materiali di tombe risalenti probabilmente tra il VII e V secolo a.C.

### Aree naturali

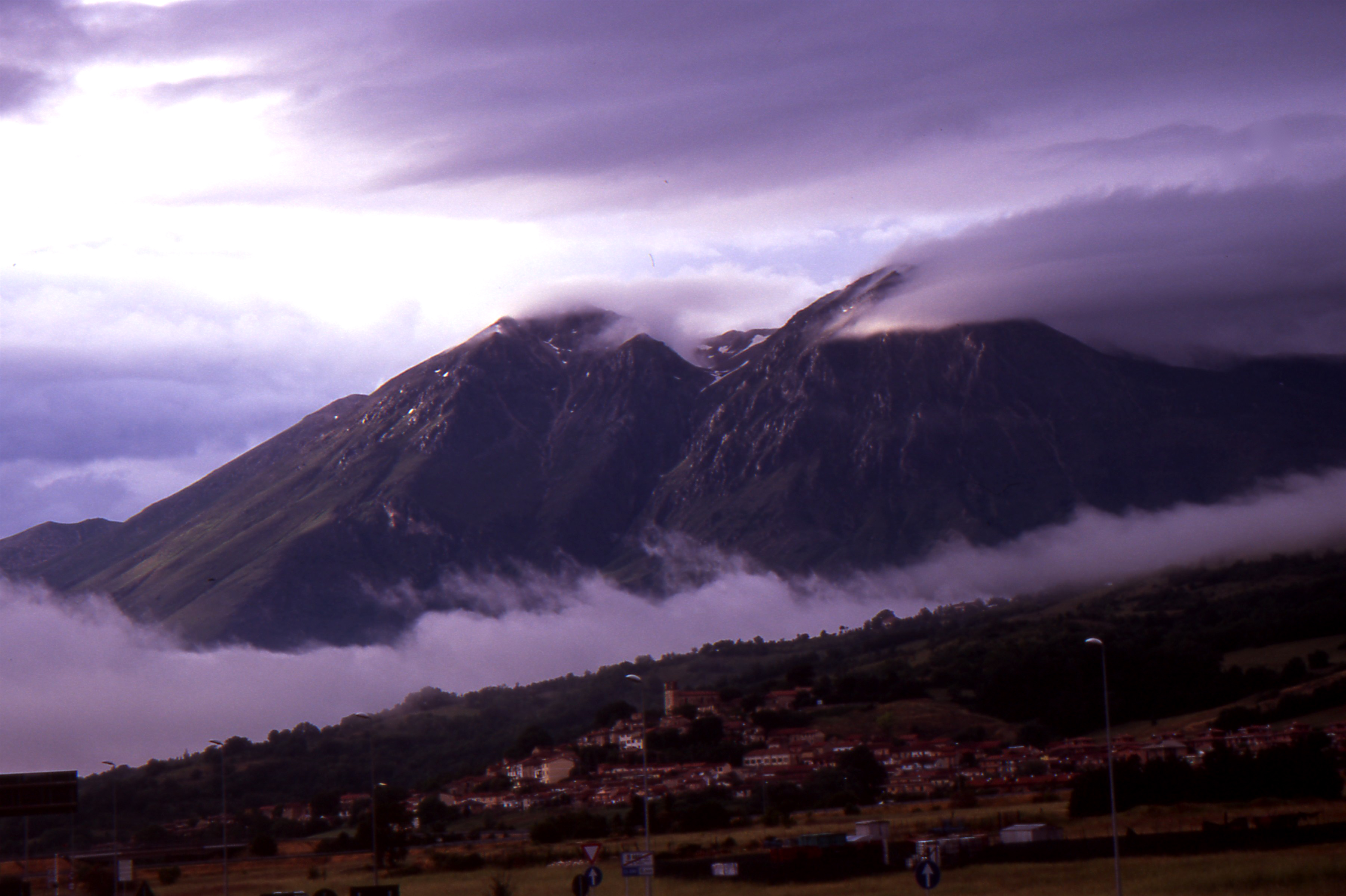
La "vette sorelle" del monte Velino sullo sfondo di Antrosano

- Fonte di Melazzano (localmente detta "Malazzano").
- Valle Solegara.
- Località Majorana, Pàstene, San Leonardo.

## Società

### Tradizioni e folclore
La celebrazione puramente religiosa in onore del patrono san Satiro si tiene il 12 gennaio. Un'altra festa in onore del santo si svolge nel primo fine settimana di settembre.

## Cultura

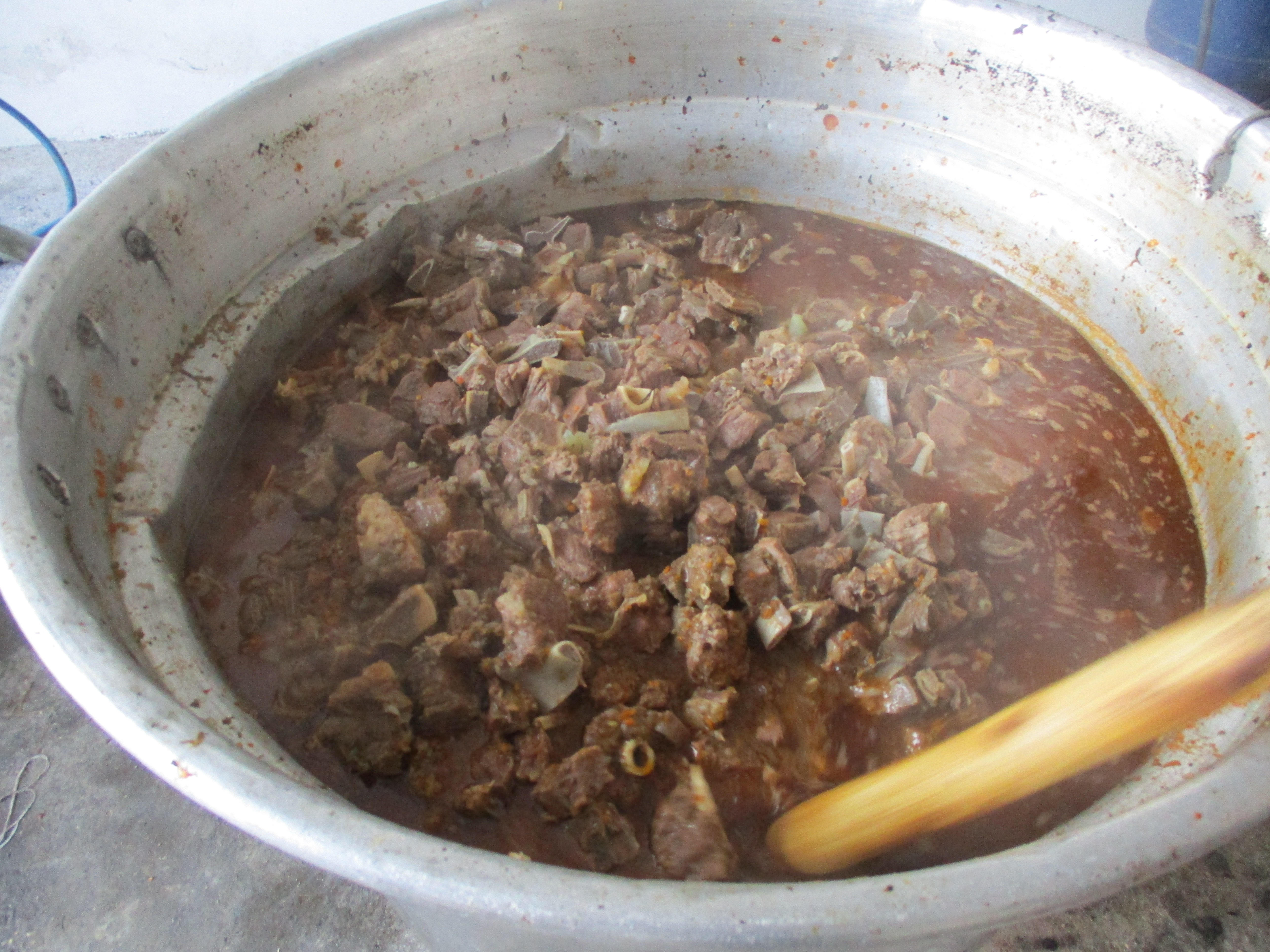
Pecora ajo cotturo

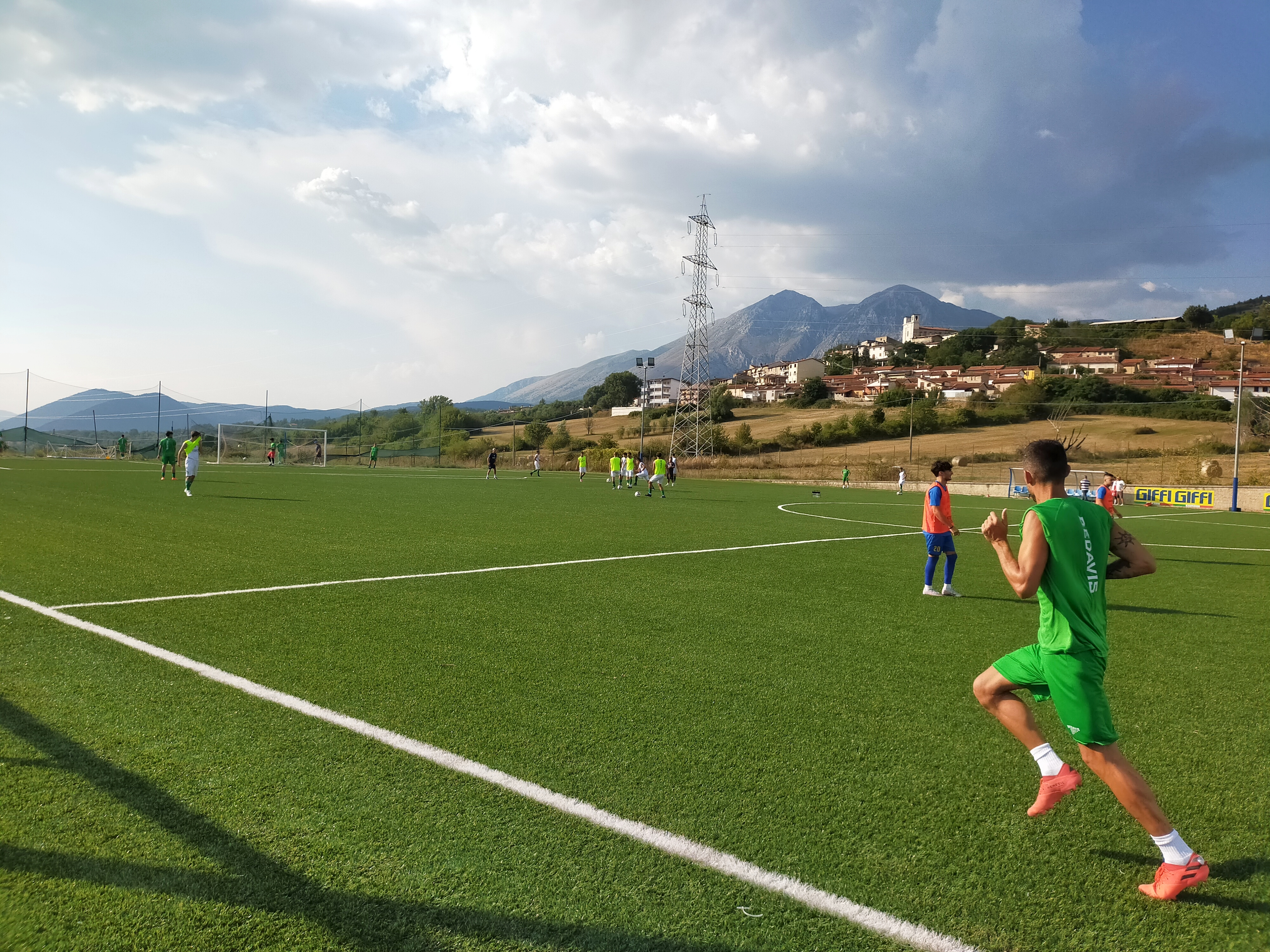
Il campo sportivo in erba sintetica

### Teatro
Nel borgo di Antrosano si trova la sede della compagnia teatrale "Lanciavicchio" che svolge laboratori teatrali per i giovani e promuove l'attività teatrale nella Marsica e in Abruzzo.

### Cucina
Pecora ajo cotturoAntica ricetta legata alla tradizione culinaria marsicana. Durante la transumanza le pecore vecchie, ferite o appena morte durante il cammino dagli altopiani abruzzesi alla Capitanata, venivano sottoposte a una lunghissima cottura, con gli aromi e le spezie trovate per strada, in un paiolo ("cotturo") in rame o in alluminio.

## Sport

### Calcio
La squadra di calcio del paese è stata l'A.S.D. Antrosano, società polisportiva fondata nel 1984 che ha militato nei tornei dilettantistici abruzzesi. Il campo sportivo, situato nella parte bassa del paese, è dotato di erba sintetica.